# Ludwigia helminthorrhiza
Ludwigia helminthorrhiza là một loài thực vật có hoa thuộc họ Anh thảo chiều. Loài này được (Mart.) H.Hara mô tả khoa học đầu tiên năm 1953.